# Agalenocosa singularis
Agalenocosa singularis là một loài nhện trong họ Lycosidae.
Loài này thuộc chi Agalenocosa. Agalenocosa singularis được Cândido Firmino de Mello-Leitão miêu tả năm 1944.